# Eftalou
Eftalou (řecky Ευθαλού) je vesnice s léčebnými lázněmi na řeckém ostrově Lesbos. V roce 2011 měla 34 obyvatel.
Vesnice náleží ke komunitě a obecní jednotce Mithimna a nachází se na severním pobřeží ostrova východně od města téhož jména.
Nedaleko od budovy lázní je kamenná pláž.